# جون روبرت بارسونز
جون روبرت بارسونز (بالإنجليزية: John Robert Parsons)‏ (و. 1826 – 1909 م) هو مصور أيرلندي، ولد في دبلن، توفي عن عمر يناهز 83 عاماً.

## معرض صور

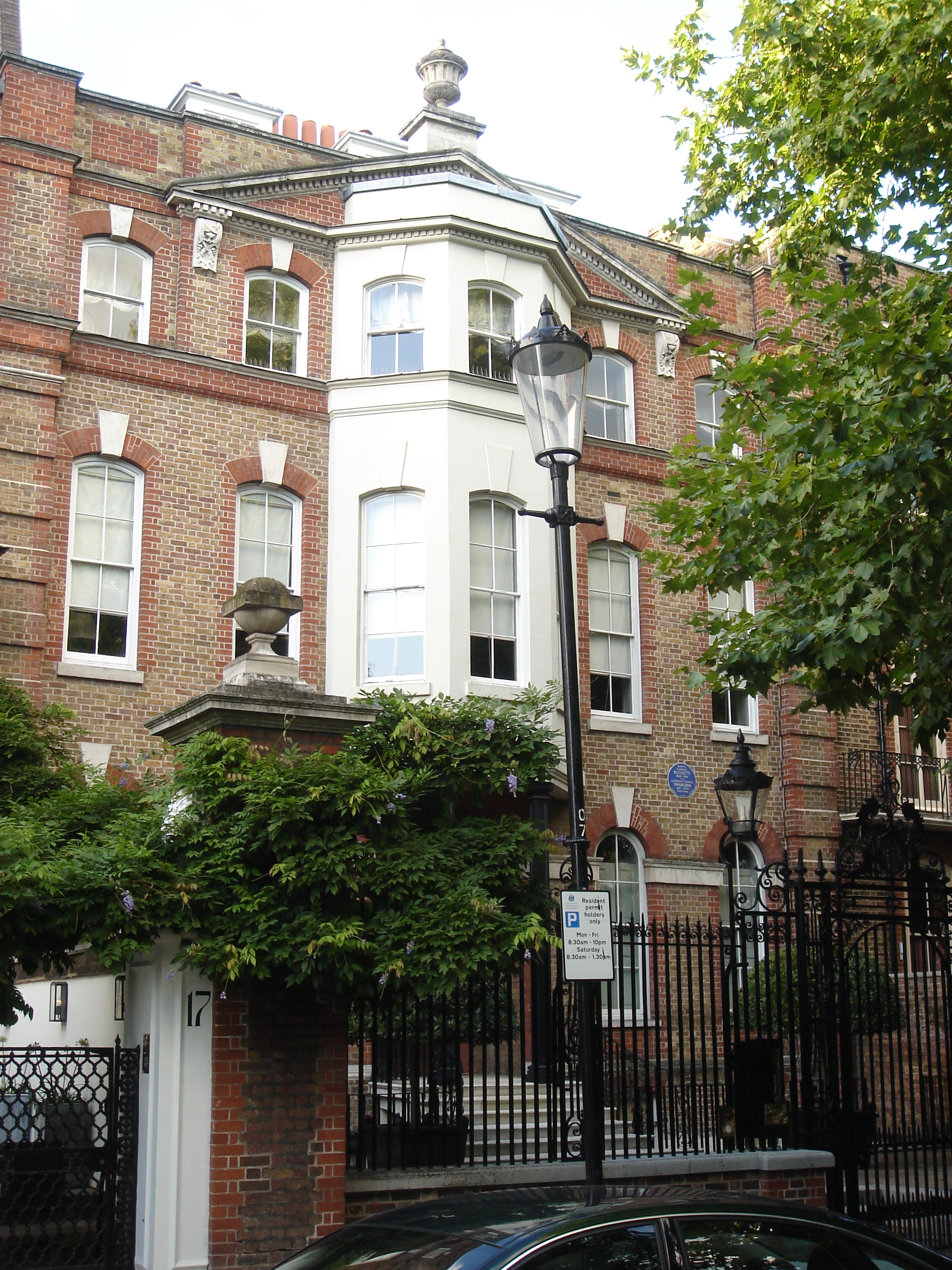
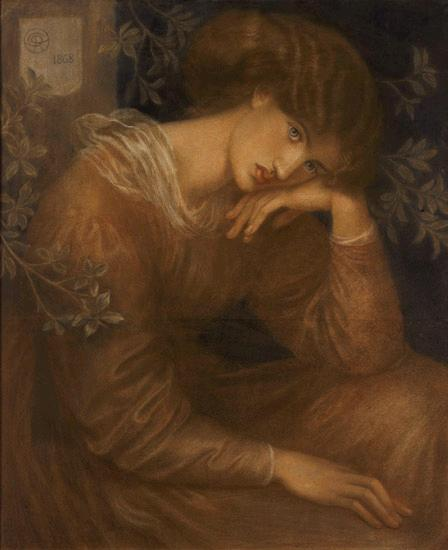
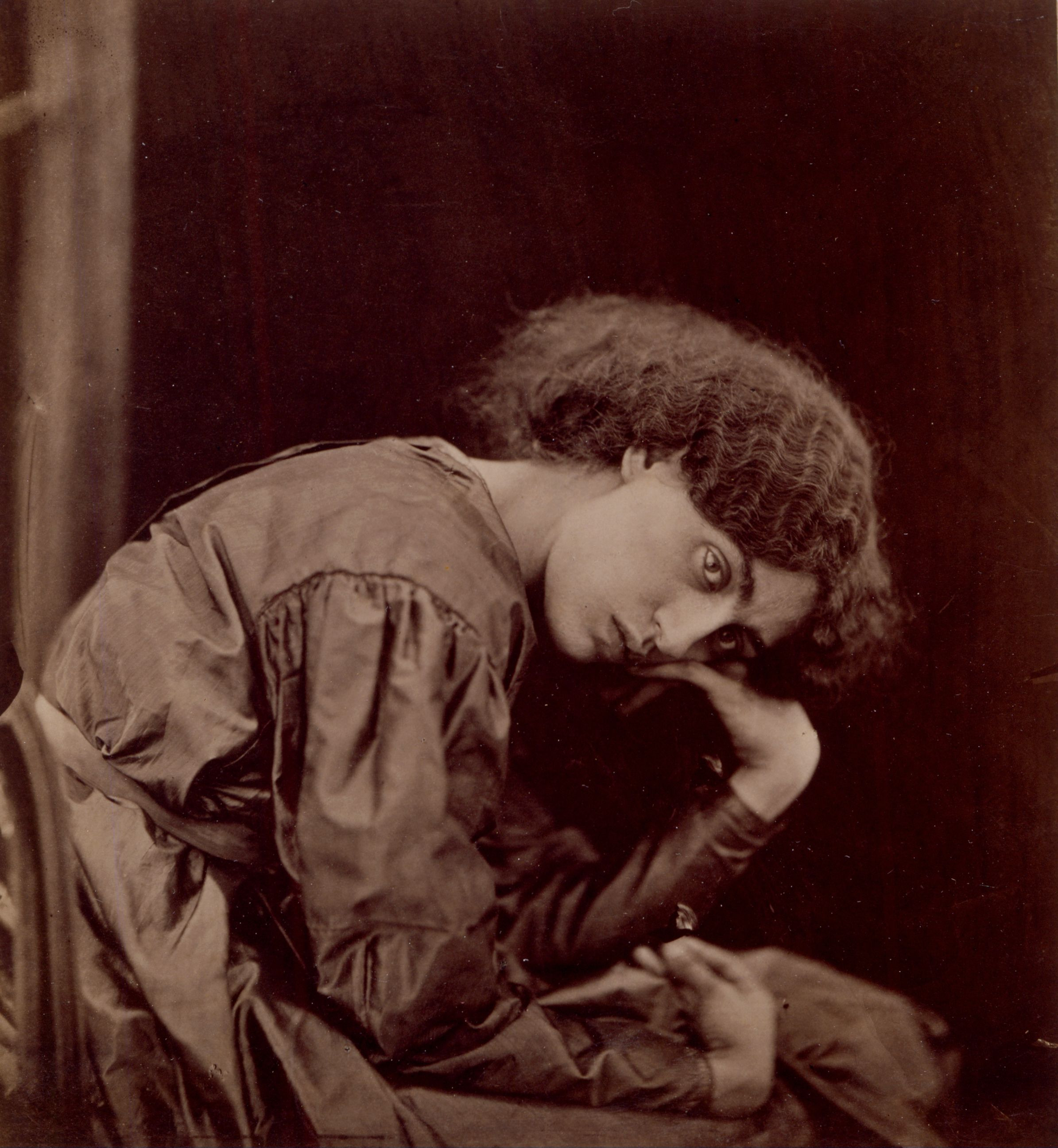